# Seed
„Seed“ (в превод от английски: „Семе“) е четвъртият албум, издаден от Афро Келт Саунд Систъм. Появява се на пазара на 25 март 2003 година и се разпространява от Риъл Уърлд Рекърдс.
Това е единственият албум на групата, в който те изписват името си като Афрокелтс (Afrocelts).

## Критика
Стейша Профрок от Allmusic пише, че „липсва част от хиперкинетичната енергия и тежкото присъствие на барабаните, които помагат на първите афро-келтски записи да грабнат публиката; на тяхно място се усеща повече нежност и утеха.“

## Песни
1. „Cyberia“ – 7:41
2. „Seed“ – 6:25
3. „Nevermore“ – 4:45
4. „The Other Side“ – 7:01
5. „Ayub's Song/As You Were“ – 7:31
6. „Rise Above“ – 3:06
7. „Rise Above It“ – 10:11
8. „Deep Channel“ – 6:48
9. „All Remains“ – 7:30
10. „Green (Nevermore Instrumental)“ – 5:57